# Martinstiftelsen
Martinstiftelsen (tysk Martinstift) var en privatejet børneinstitution med fokus på omsorgssvigtede børn og unge i Flensborg, som blev indviet den 8. juli 1847. Til formålet blev der samme år opført et bygningskompleks lidt syd for midtbyen. Initiativtagerne kom fra protestantisk side. Stiftelses navn er hentet fra Martin Luther. I årene op til 1922 blev der i alt optaget 1.700 elever. Stiftelsen fungerede indtil 1942, senere blev bygningerne anvendt til et plejehjem og et flygtningscenter. I dag er der indrettet beskyttede værksteder for psykisk handicappede. En del af bygningerne er fredet.